# Фанатская игра

Mari0, фанатская игра, объединяющая геймплей двух игр: Super Mario Bros и Portal

Фанатские игры — компьютерные игры, сделанные поклонниками одной или нескольких существующих игр или игровых серий. Многие фан-игры создаются в качестве попытки клонирования или создания ремейка оригинального дизайна, геймплея и персонажей. Однако в большинстве случаев фанаты создают уникальную игру, используя вдохновившую их игру в качестве прообраза. Хотя качество фан-игр всегда варьировалось, при текущем уровне развития технологий существует огромное число инструментов, упрощающих создание качественных игр.

## Разработка фан-игр
Обычно фан-игры либо разрабатываются как автономные игры с собственными движками, либо создаются на базе движков существующих игр в качестве модификаций. У каждого подхода есть свои преимущества и недостатки. Например, автономные игры доступны для большей аудитории, но разработка таких игр требует бо́льших затрат.

### Автономные игры
В большинстве случаев фан-игры разрабатываются на базе уже существующих инструментов и игровых движков: например, Unity, Adobe Flash, Game Maker, Construct 2, RPG Maker, The Games Factory, Multimedia Fusion 2 и др.
Разработчики фан-игр часто выбирают и используют свободные движки (такие как OGRE, Crystal Space, DarkPlaces и Spring), что уменьшает затраты на создание. Такие движки также могут быть модифицированы и переделаны в соответствии с лицензиями свободного программного обеспечения, что по факту экономит значительное число средств по сравнению с коммерческими аналогами.
Фанаты также могут разрабатывать оригинальные игровые движки с нуля, используя такой язык программирования, как C++, хотя это требует гораздо больше времени и технических возможностей, чем изменение существующей игры. Примером может служить Spring Engine, которая началась с игры Total Annihilation.

### Модификации существующих игр
Фанатские игры иногда разрабатываются в качестве модификации существующей игры с использованием функций и инструментов, предоставленных множеством игровых движков. Модификации обычно не способны изменить исходный сюжет и игровую графику, а лишь расширять существующее содержимое, которое было предоставлено оригинальным разработчиком. Моддинг существующей игры зачастую значительно дешевле, чем разработка фанатской игры с нуля.
В связи со сложностями разработки полноценной новой игры, разработчики часто используют уже существующие инструменты, которые либо шли с оригинальной игрой, либо доустанавливались отдельно, либо были созданы такими же фанатами. Например, игры Unreal Tournament 2004 и Neverwinter Nights имели редактор карт и поддержку скриптов, чтобы предоставить возможность фанатам разрабатывать модификации с использованием движка исходной игры. Для некоторых других игр, таких как Doom или Quake, разработчиками был опубликован в свободном доступе исходный код движков, что дало возможность фанатам производить практически любые модификации игрового движка, а также портировать игру на любые платформы.
Другая разновидность моддинга — ромхакинг — заключается в модификации образов игр для старых игровых приставок, таких как NES или SNES. Различные инструменты дают возможность модифицировать существующие данные в образе игры и изменять уровни, графику, персонажей, часто путём изменения машинного кода. Созданные образы обычно воспроизводятся на эмуляторе, но технически могут быть записаны на носитель для настоящей консоли. Ярким примером такой фанатской игры является «The Legend of Zelda: Parallel Worlds» (Легенда о Зельде: Параллельные миры), которую рецензенты назвали замечательным неофициальным продолжением «A Link to the Past». Другие известные примеры включают «Legend of Zelda: Curse from the Outskirts», «Blaster Master: Pimp Your Ride» , «Super Mario World — The Second Reality Project 2» , "Sonic and the Falen Star" .

## Трудности разработки
Несмотря на большое число идей и желаний для создания фанатских игр, многие проекты остались брошенными. Кроме юридических препятствий, многие разработчики сталкиваются с трудностями при попытках разработать игру от начала до конца. Эти трудности чаще всего связаны с недостатком опыта, свободного времени, ресурсов, денег, интереса, умений и многих других факторов. Исключениями не являются и модификации оригинальных игр, хотя среди них процент завершённости выше.
За исключением модов (которые технически не являются настоящими фан-играми), подавляющее большинство фан-игр, которые были успешно завершены и опубликованы, являются приключенческими играми. Вероятно, это отражает более долгую историю этого жанра, связанную с другими жанрами, и доступность множества бесплатных сторонних инструментов или движков для создания этих игр. Самое главное, что у основной группы фан-разработчиков должна быть непоколебимая страсть, которая длится много лет, способная преодолеть любые препятствия, встречающиеся во время разработки проекта. Лучше всего это описала Бритни Бримхолл из AGD Interactive относительно их выпущенного в 2001 году ремейка King’s Quest I: «Я думаю, что многие люди не понимают, когда они инициируют игровой проект, сколько жертв для этого потребуется. В то время как большинству людей нравится писать рассказы или создавать произведения искусства, большинству не нравится писать сотни страниц диалогов или рисовать более сотни картинок, когда они могут общаться с друзьями или играть в видеоигры».

## Юридические вопросы

### Проблемы
Поскольку фан-игры разрабатываются с относительно небольшим бюджетом, фан-игры редко доступны на консольных системах; лицензионные сборы слишком непомерно высоки. Однако нелицензионные фан-игры иногда попадали на консоли со значительной сценой homebrew, например Atari 2600, NES, SNES, линейка Game Boy, Sony PlayStation, PlayStation 2 и PlayStation Portable и многие другие.

### Препятствование
Некоторые компании добиваются прекращения работы над фан-играми, поскольку по определению фанатские игры представляют собой несанкционированное использование собственности, защищённой авторским правом. В этом случае компания может направить этим разработчикам письмо «о прекращении и воздержании» (англ. cease and desist). Многие фанаты доходили до того, что заимствовали музыку и графику прямо из оригинальных игр.
Заметный случай в конце 2005 года был связан с закрытием Vivendi Universal фан-проекта «King’s Quest» под названием «King’s Quest IX: Every Cloak Has a Silver Lining». Это должно было быть неофициальное продолжение, закрывающее серию, последний выпуск которой состоялся в 1998 году. После кампании по написанию писем и протестов фанатов Vivendi отменила своё решение и дала разрешение на выпуск игры. В рамках переговоров от разработчиков потребовали удалить «King’s Quest» из названия. В то же время протесты фанатов против закрытия «Chrono Resurrection» (демоверсии ремейка «Chrono Trigger») в 2004 году не помешали Square Enix заблокировать проект.
Nintendo печально известна своей строгой защитой своей интеллектуальной собственности. Она закрыла многие известные фанатские игры, в том числе HD-римейк «Super Mario 64», «AM2R» и «No Mario's Sky», а также различные фанатские игры по франшизе «Покемон», такие как «Pokenet» и «Pokémon Uranium».
Аналогичным образом, фанатская игра по «Spyro the Dragon» под названием «Spyro: Myths Awaken» была закрыта Activision (нынешними владельцами прав на «Spyro») в сентябре 2018 года, а затем переименована в «Zera: Myths Awaken», когда весь контент, принадлежащий Activision, был заменен уникальным контентом. После этого судебного иска разработка других фанатских игр, таких как «Spyro 2: Spring Savanna», была остановлена. Ранее в 2007 году Activision также подала в суд на программное обеспечение с открытым исходным кодом под названием «Piano Hero», отправив письмо о прекращении и воздержании, что привело к изменению названия на «Synthesia».
В 2021 году материнская компания Rockstar Games Take-Two Interactive подала иск против авторов re3 и reVC, которые работали над проектами обратной разработки для игр Grand Theft Auto III и Grand Theft Auto: Vice City, позволявшими играть в игры на современных платформах, таких как Nintendo Switch. Take-Two утверждали, что разработчики «хорошо осведомлены о том, что они не обладают правом копировать, адаптировать или распространять производный исходный код GTA или аудиовизуальные элементы игр, и что это является нарушением авторских прав», а также утверждали, что проект нанёс компании «непоправимый вред».
Также в 2021 году Османи Гомес разработал игру под названием «I Am Batman», используя движок Unreal Engine 5, используя персонажей Бэтмен, Джокер и Пингвин из дилогии Тима Бёртона. В мае 2021 года разработчик разместил на своем YouTube-канале видео демо-версии игры, однако через два дня Warner Brothers заблокировала его видео. Гомес не хочет судиться с киностудией и поэтому он закрыл свой проект.
Capcom приостановила выпуск фанатского ремейка игры Code Veronica и оригинальной Resident Evil на основании авторских прав.

### Одобрение
Другие компании, наоборот, одобряют фанатские игры. Например, Capcom не раз рекламировал фанатскую игру Mega Man 2.5D Питера Сьёстранда на своем сайте сообщества. Старший вице-президент Capcom Кристиан Свенсон заявил, что, хотя они по закону не могут сделать фан-игры легальными, они также не будут активно преследовать их. В 2012 году Capcom профинансировала фан-игру «Street Fighter X Mega Man» разработчика Seow Zong Hui, официально включив её как бесплатную игру в серию Mega Man.
В 2008 году Кристиан Уайтхед создал свой собственный игровой движок, известный как Retro Engine, для создания фан-игр по «Sonic the Hedgehog» «Retro Sonic». Уайтхед разработал экспериментальный прототип «Sonic the Hedgehog CD», работающий на Retro Engine, и представил его компании Sega. Она дала своё одобрение, и два года спустя был выпущен полный римейк, работающий на движке Уайтхеда. Позже Уайтхед работал с товарищем, фанатом-программистом Саймоном Томли над созданием мобильных римейков «Sonic the Hedgehog» и «Sonic the Hedgehog 2» и в конечном итоге создал совершенно новую игру про «Ёжика Соника» под названием «Sonic Mania», причём команда была набрана из людей, известных своей работой в сообществе фанатов «Sonic the Hedgehog».
«Skywind» — фанатский ремастеринг игры «The Elder Scrolls III: Morrowind» (2002) на движке игры «The Elder Scrolls V: Skyrim». Разработчики оригинальной игры, Bethesda Softworks, одобрили проект добровольцев. Команда ремастеринга включает более 70 добровольцев в ролях художника, композитора, дизайнера, разработчика и озвучки. В ноябре 2014 года команда сообщила, что завершила половину среды ремастера, более 10 000 новых диалогов и три часа саундтрека, вдохновлённого франшизой.
В апреле 2017 года Миг Перес и Джеффри Монтойя выпустили «Castlevania: The Lecarde Chronicles 2». Все ресурсы и саундтрек в игре — новые, равно как и новая озвучка актёров, которые появились в официальном сериале «Castlevania», таких как Дуглас Рай, сыгравший Дракулу в «Castlevania: Curse of Darkness», и Роберт Белгрейд, сыгравший Алукарда в «Castlevania: Symphony of the Night». Konami разрешила выпуск игры при условии, что она останется некоммерческой.